# Trelleora suthepa
Trelleora suthepa är en insektsart som beskrevs av Sigfrid Ingrisch 1997. Trelleora suthepa ingår i släktet Trelleora och familjen syrsor. Inga underarter finns listade i Catalogue of Life.